# Генеральный секретарь ЦК КПК
Генеральный секретарь Центрального комитета Коммунистической партии Китая (кит. трад. 中國共產黨中央委員會總書記, упр. 中国共产党中央委员会总书记, пиньинь Zhōngguó Gòngchǎndǎng Zhōngyāng Wěiyuánhuì Zǒngshūjì, палл. Чжунго Гунчаньдан Чжунъян Вэйюаньхуэй Цзуншуцзи) — высший пост в Коммунистической партии Китая. Генеральный секретарь ЦК КПК также возглавляет Секретариата ЦК КПК и Политбюро ЦК КПК.
До 1982 года существовал пост Председателя ЦК КПК. Обычно генеральный секретарь ЦК КПК занимает также пост главы государства — Председателя КНР, а также  председателя Центрального военного совета КНР.

## Генеральные секретари

### Генеральный секретарь ЦК КПК
В период между 1921 и 1943 годами Коммунистическую партию Китая возглавляли:
- Чэнь Дусю, генеральный секретарь в 1921—1927
- Цюй Цюбо, генеральный секретарь в 1927—1928
- Сян Чжунфа, генеральный секретарь в 1928—1931
- Ли Лисань, и. о. генерального секретаря в 1929—1930
- Ван Мин, и. о. генерального секретаря в 1931
- Бо Гу, генеральный секретарь в 1932—1935
- Ло Фу, генеральный секретарь в 1935—1943

### Председатель Политбюро ЦК КПК
Должность существовала в 1943—1956 годах.
- Мао Цзэдун (1943—1956)

### Председатель Секретариата ЦК КПК
Должность существовала в 1943—1956 годах.
- Мао Цзэдун (1943—1956)

### Председатель ЦК КПК
Должность существовала в 1945—1982 годах.
- Мао Цзэдун (1945—1976)
- Хуа Гофэн (1976—1981)
- Ху Яобан (1981—1982)

### Генеральный секретарь ЦК КПК
Должность существовала в 1956—1966 годах и восстановлена в 1980 году.
- Дэн Сяопин (1956—1966)
- Ху Яобан (1980—1987)
- Чжао Цзыян (1987—1989)
- Цзян Цзэминь (1989—2002)
- Ху Цзиньтао (2002—2012)
- Си Цзиньпин (с 2012)